# Irgalem
Irgalem sau Yrgalem este un oraș din Etiopia.